# Rüstkammer

Web. Die Rüstkammer, errichtet ca. 1670 von Carl Gustaf Graf Wrangel. Schloss Skokloster, Schweden.

Als Rüstkammer werden Räume bezeichnet, in denen Waffen und Rüstungen aufbewahrt wurden, um sie im Bedarfsfall an die militärische Besatzung einer Burg oder Festung oder auch an die Bürger einer Stadt auszugeben. Manchmal wurden auch ganze Gebäude als Rüstkammer bezeichnet, in diesem Fall kann der Begriff synonym mit Zeughaus sein. Die heutige Version der Rüstkammer ist die Waffenkammer.
Noch heute werden einige Museen bzw. Waffensammlungen Rüstkammer genannt, darunter
- die Rüstkammer in Dresden
- Emder Rüstkammer
- die Rüstkammer des Moskauer Kremls
- die Rüstkammer des königlichen Schlosses in Stockholm (Livrustkammaren)
- die Rüstkammer der Wartburg
- die Hofjagd- und Rüstkammer in Wien (heute Teil des Kunsthistorischen Museums)